# Omikron Herculis
Omikron Herculis (o Herculis, förkortat Omikron Her, o Her), som är stjärnans Bayer-beteckning, är en multipelstjärna i den östra delen av stjärnbilden Herkules. Den har en genomsnittlig skenbar magnitud på 3,83 och är synlig för blotta ögat där ljusföroreningar ej förekommer. Baserat på parallaxmätningar i Hipparcos-uppdraget på ca 9,7 mas beräknas den befinna sig på ca 338 ljusårs (104 parsek) avstånd från solen.

## Egenskaper
Primärstjärnan Omikron Herculis A är en blå till vit stjärna i huvudserien av spektralklass B9.5 V. Den har en massa som är ca 3,5 gånger solens massa, en radie som är ca 6 gånger större än solens och utsänder ca 355 gånger mera energi än solen från dess fotosfär vid en effektiv temperatur på ca 9 500 K.
Omikron Herculis, eller 103 Herculis, är en eruptiv variabel av Gamma Cassiopeiae-typ. Den har skenbar magnitud +3,8 och varierar i ljusstyrka med 0,07 i amplitud utan skönjbar periodicitet. Stjärnan är både en spektroskopisk och en interferometrisk dubbelstjärna med en separation av 0,1 bågsekund.